# Overfly
「Overfly」（オーバーフライ）は、春奈るなの2枚目のシングル。2012年11月28日にSME Recordsから発売された。

## 概要
「空は高く風は歌う」から約6ヶ月ぶりのリリースとなる2012年2作目のシングル。表題曲「Overfly」は、テレビアニメ『ソードアート・オンライン』フェアリィ・ダンス編のエンディングテーマに起用された。販売形態は初回限定盤・通常盤・期間限定盤（SAO盤）の3種リリースで、初回盤とSAO盤には表題曲のPVが収録されたBlu-ray Disc（初回盤）およびDVD（SAO盤）が同梱され、SAO盤には表題曲のTVサイズが収録されている。SAO盤のジャケットには、キャラクターデザイナー足立慎吾によるリーファのイラストが描かれている。
なお衣装は『ソードアート・オンライン』の世界観に合わせており、スカートの下にチュチュを履いている。

## チャート成績
12月1日のデイリーチャートでは自身最高位となる3位を記録。その後2012年12月10日付オリコン週間ランキングで約1.9万枚を売り上げ、初登場7位を記録した。

## 収録曲

### 初回生産限定盤・通常盤
1. Overfly [4:30]
  - 作詞・作曲・編曲：Saku
  - テレビアニメ『ソードアート・オンライン』フェアリィ・ダンス編エンディングテーマ
  - 直葉のキリトへの想いが込められた切ない曲。恋愛における歯痒さが表現されており、歌詞も切ないが希望を見い出せるものとなっている。レコーディングでは直葉の視点で歌い[12][リンク切れ]、サビの中間部で地声に近付けるよう工夫したという[10][リンク切れ]。
2. 祈り [5:27]
  - 作詞・作曲：小川智之、編曲：森空青
  - 表題曲同様直葉の思いが込められた曲で、切なさの中に希望を見いだせる様になっている。
3. 魔法の城、真実の書物。 [3:34]
  - 作詞・作曲・編曲：マチゲリータ
  - ニコニコ動画などで活躍するマチゲリータが作詞・作曲を担当した幻想的な雰囲気の曲。そのため仮歌ではボーカロイドになっていた[10][リンク切れ]。
4. Overfly 〜instrumental〜

Blu-ray（初回限定盤のみ）
1. Overfly（Music Video）
2. Overfly（Music Video Making Movie）

### 期間限定盤
1. Overfly
2. 祈り
3. 魔法の城、真実の書物。
4. Overfly -TV size- [1:36]

DVD
1. Overfly（Music Video）
2. 「ソードアート・オンライン」フェアリィ・ダンス編ノンテロップED映像

## 収録アルバム
| 曲名    | アルバム    | 発売日        |
| ------- | ----------- | ------------- |
| Overfly | 『OVERSKY』 | 2013年8月21日 |